# ボブ・サタイアクム
ロバート・“ボブ”・サタイアクム（1929年3月2日 – 1991年3月25日）は、アメリカインディアンの民族運動家、酋長。

## 来歴
1929年3月2日 、ワシントン州タコマのインディアン部族、ピュヤラップ族のレオとアラの間に生まれた。祖父のチャーリー・サタイアクムはドゥワミッシュ族の酋長だった。シャーリー、デローリス、リリアン、アルマと、きょうだいは女ばかりだった。
1947年、タコマ市のリンカーン高校を卒業。スポーツマンとして鳴らし、1950年代初頭に、「ファイフ・レッド」という地元の野球団の選手も務めている。ボブはこの時期に、のちに「全部族インディアン連合財団」（UIATF）を発足させるバーニー・ホワイトベアーと知り合った。
ボブの母族であるピュラリップ族を始め、多くの地元のインディアン部族は、州下の河川でのサケ漁を生業としている。ワシントン州が1853年に合衆国に併合されたとき、8,000人以上のインディアンが、カスケード山脈とコロンビア北西に住んでいた。 初代州知事イサーク・インガルズ・スティーブンスは、インディアン部族の州管理局長でもあり、スティーブンスは、ワシントン州となったインディアンの領土を白人入植者のために割譲させ、彼らを保留地に追い込むため、連邦条約交渉を始めた。
武力を背景としたこの条約交渉で、スティーブンスはワシントン州のインディアン部族と、1854年の「メディシン・クリーク条約」を始めとする6つの条約を結んだ。結果、約25万9千㎢の土地を州のものとした一方で、条約はその文言において、「州下のすべての市民と共用して、ごく普通の場所でのいずれでも、魚を獲る権利をインディアンが保有する」と認めた。
豊富な同州の漁猟資源を巡るインディアン部族と白人入植者との争いは、この条約締結直後から始まった。（→合衆国対ワイナンズ法廷戦）　20世紀に入り、白人の大規模な商業サケマス漁と缶詰加工業は、たちまち州下のサケマス資源を減らした。1930年代から40年代にかけ、ワシントン州は「減少した漁業資源の保護のため」として、州下でのサケマス漁を制限するようになった。これに対し、ワシントン州の釣りをスポーツとして楽しんでいる白人たちや、商業漁業者たちは、「インディアン条約によって、インディアンを特別待遇するべきでない」と主張し始めた。これを受け、州は「すべての市民と共用する」という条約の文言をもとに、「州の規制はインディアンにも適用される」と判断し、インディアン部族に州の規制を適用した。インディアンの伝統的なサケマス漁は、白人の法律によって「密猟」とされたのである。
生活を脅かされた州下の多数のインディアン部族は、「そもそも白人の商業的漁業、ダム建設、森林伐採が、漁業資源の減少の原因である」として、この圧迫に反対の声を上げ始めた。彼らは「条約上の権利」として、保留地と、「ごく普通の場所のいずれでも」、魚を獲る権利を保証されたものと判断していた。「ワシントン州とインディアン部族は条約で連邦提携した別個の国家であり、『すべての市民』との文言に、インディアン部族は当てはまらない」、と主張したのである。1942年、ヤカマ族のサンプソン・チュリーとワシントン州とが漁業権を巡って争った「チュリー対ワシントン州法廷戦」で、合衆国最高裁はサンプソンの生得権主張を退け、条約の文言はインディアン部族にも州の制限が及ぶものとして、サンプソン敗訴の判決を下した。

### 漁猟権を巡る戦い
1949年、「メディシン・クリーク条約」署名者の曾孫であるボブは、インディアンの生得権としてのサケ漁の権利を主張するべく、インディアン運動家たちの中に加わった。ボブは川で投網漁を行い、「密漁罪」で州によって初めて逮捕された。
1954年、再びボブはもう一人の運動家、ジェームズ・ヤングとともに投網漁を行って逮捕され、有罪とされた。ここから始まるボブと州との法廷戦は、ワシントン州のインディアンの民族権利運動の象徴として、全米の耳目を集めるところとなった。地元新聞「シアトル・タイムズ」は当時、ボブをして「州の漁猟局最大の悩みの種」と評している。
1960年代に入ると、ワシントン州は「釣りと狩猟法」を制定し、インディアンの伝統漁を州法で禁止する措置に出た。これに対し、ボブを始めワシントン州のインディアンたちは、ゲリラ戦略を採って「密漁」を決行し、公然とこの州法を犯して抗議運動を展開した。
1962年1月6日、ニスクォーリー族のビリー・フランクJr、チュラリップ族のドン・マクラウド、その親類たちのグループが、ニスクオリー川で「フランクの投網抗議」と呼ばれる一連のゲリラ抗議を行い、ワシントン州狩猟区監視官によって逮捕された。監視官らはインディアン抗議団のボートを捕縛するため、トランシーバーや偵察機までを動員した。これに対し、ボブはジャネット・マクラウド夫妻らと共に、運動団体「アメリカインディアンの生き残りのための協会」（Survival of American Indians Association＝SAIA）を結成し、組織的な抗議行動を開始した。
1963年、「ワシントン対マッコイ法廷戦」で裁判所はボブの有罪判例を覆し、「インディアンの条約に基づく権利は、州の管理下にない」と結論付けた。この判決はインディアンたちを勢いづかせた。この年12月23日、ボブら「SAIA」は「ノー・サーモン、ノー・サンタ」と書いたプラカードを掲げ、州都オリンピアでデモ行進を行った。州知事は彼らを招いて意見を聞いたが何もしなかった。
1964年1月29日、ロバート・H・ジャック判事は前回判例を覆し、ビリー・フランクJrらニスクォーリー族インディアンに対し、保留地外での投網漁の暫定的差止命令を下した。すでにインディアン抗議者たちのボートや投網は州によって没収され、多数の運動家たちが逮捕拘留されていた。部族会議も、必ずしもこれらの抗議に賛同していなかった。西ワシントンの相互部族間会議は6月21日に州の保全調査に賛同。抗議者は戦いに疲れ始めていた。
ここに至って、ボブら「SAIA」は運動の援助を州外にも求めることを決定。「SAIA」とピュヤラップ族の代表たちが「アメリカインディアン国民会議」（NCAI）と「全米インディアン若者会議」（NIYC）に協力を求め、二大インディアン団体はこれを快諾。フロリダのセミノール族、ネブラスカ州のウィンネバーゴ族、モンタナ州のブラックフット族、ワイオミング州のショーショーニー族、南北ダコタ州のスー族など、数多くのインディアン部族が支援を表明。さらに「SAIA」に、アシニボイン族の運動家ハンク・アダムスが参加。「NCAI」メンバーのヴァイン・デロリア・ジュニアとともに、抗議運動の理論的支援を行った。
「SAIA」は、さらに「全米黒人地位向上協会」（NAACP）、「ブラック・パンサー党」などの黒人公民権運動団体と提携した。ボブは「我々は、黒人からたくさんのことを学ぶことが出来る」と語っている。　「NAACP」のジャック・タナー（後の連邦判事）は「SAIA」のために資金を調達し、助言と支援を行った。彼らの抗議デモには多数の州警察隊が動員され、ワシントン州は一大対立の様相となった。
二転三転する裁判所の裁定をみて、「SAIA」は全米にアピールする抗議方法を模索。ゲリラ戦術から転換し、ハンクの提案によってその抗議方法を、「ワシントン州ピュヤラップ川で一斉に釣りをする」（フィッシュ＝イン）と決定した。　「フィッシュ＝イン」とは、当時南部の若い黒人たちが行った公民権運動の「シット＝イン」（一斉に座り込む）から採ったものだった。

### 「フィッシュ＝イン」抗議の決行
1964年3月2日、ボブら「SAIA」は一斉にワシントン州の保留地外区域の川にボートを繰り出し、伝統的な投網漁を行う「フィッシュ＝イン」抗議を決行した。この抗議にはキャサリン・トラウらシアトルのインディアン女性団体「アメリカインディアン女性奉仕連盟」（AIWSL）も合流後援し、ボブと交流の深かった白人俳優マーロン・ブランドや、ジェーン・フォンダ、黒人コメディアンディック・グレゴリー、米国聖公会のジョン・ヤーヤン司教といった非インディアン支援者も応援参加している。ボブら抗議者は市警察から暴行を受け、逮捕された。インディアンと共に逮捕されたマーロンはこう答えている。「いや、インディアンの友達の釣りを手伝ってただけだよ」。　市警察は、マーロンとヤーヤンを2時間で釈放したが、アルバート・ロッセリーニ州知事はインディアンの逮捕の正当性を表明し、インディアンは釈放しなかった。 
翌3月3日、約1000人のインディアン支援者とマーロン･ブランドが州都オリンピアでデモ行進を行い、マーロンやインディアン運動家がロッセリーニ知事と会談し、抗議者釈放を迫った。「NAACP」の黒人弁護士ジャック・タナーはインディアン抗議者逮捕時の暴力行為をファイリングして公開。弁護団を結成してボブらを支援した。
1964年12月6日、州の白人漁業者団体「ワシントン州スポーツマンズクラブ」（WSSC）が、「フィッシュ＝イン抗議に対して焦土作戦を採る」と決議表明。300人の州の漁猟監視官と市警察官が動員された翌1965年の「フランクの投網抗議」では、抗議ボートが転覆させられ、女・子供によるインディアンの支援キャンプが襲われ、女たちが暴行を受け逮捕された。「AIAC」と「NIYC」は「全米野生動物連盟」（NWF）に働き掛け、これに応えた「NWF」はワシントンD.C.での年次総会で「AIAC」支持を表明。全米の世論がワシントン州に集中する事態となった。
1968年、6月13日と14日に多数の抗議団と共に「フィッシュ＝イン」抗議を主催。続いて9月4日にハンク・アダムスやビリー･フランクらと、ニスクォーリー川の保留地外の4箇所で「フィッシュ＝イン」を決行。「フランクの投網抗議」のキャンプ地は一カ月を超す長期占拠抗議となった。この抗議は「平和と自由の会」、「民主社会のための学生たち」、「社会主義労働者党」、「ブラック・パンサー党」といった、非インディアンの団体が多数参加し、州管理官や「WSSC」と互いに武装しての睨み合いとなった。
1970年9月9日、ピュヤラップ川での「フィッシュ＝イン」抗議では、タコマ警察は女・子供を含む抗議者たちのキャンプに対して催涙ガスや警棒を使用しており、55人の大人と5人の子供のデモ参加者を逮捕している。1971年1月19日には、ハンク・アダムスが白人自警団員によって撃たれ、重傷を負っている。

### 「全部族インディアン連合」の設立
1970年3月、旧友バーニー・ホワイトベアーと共に自動車キャラバンのデモ行進を行い、シアトル南部の廃棄された米軍基地「ロートン砦」を「インディアンの文化の復興拠点とする」として占拠。インディアンによる「アルカトラズ島占拠事件」に続く占拠抗議として、全米の注目を浴びた。
結果、基地の跡地80,940㎡がインディアンに99年間無償提供され、彼らはここに「全部族インディアン連合財団」（UIATF）を発足させた。この土地は「ディスカバリー公園」として整備され、インディアンの伝統文化や生活の総合教育施設である「夜明け星の文化センター」が開設され、現在も運用されている。

### 「ボルト判決」
1970年、条約に該当する14のインディアン部族による代表訴訟団を結成し、この年、連邦法廷にこの問題を持ち込んだ。 3年間にわたる調査と、法廷での証言が繰り返された結果、1974年に、連邦判事ジョージ・ボルトは条約にある「すべての市民と共用される」という文言を「漁獲量を等分する」と解釈し、「ワシントン州のインディアンは条約に基づき、州で採れるサケの総漁獲高の半分を得る権利を認める」という、歴史的な「ボルト判決」を下した。こうしてついにインディアンの自決に繋がる伝統的な投網漁が、条約の再確認と共に認められ、インディアン側の大勝利となった。
「ボルト判決」は、州下の白人たちを怒らせた。スポーツとしての釣りが制限され、商業漁業者の収益は低下し、州狩猟局は「漁場保全に悪影響を及ぼした」と決定を非難した。1971年に、BIA（インディアン管理局）は、これらの権利闘争が、「人種的な憎悪を煽り、インディアンの国に対して敵意や猜疑を生み、他のどれよりも多くの問題を起こした」との調査書を発行している。1979年に最高裁は、「ボルト判決」を是認し、「州とインディアンが手を取り合うように」と奨励したが、サケ漁の問題は現在、サケの遡上を阻む「ダムの撤去要求」と言う新たな抗議運動に進んでいる。

### 州税を巡る戦い
1970年、インディアン部族の自決の主張として、ピュヤラップ族保留地でタバコと花火の無税販売を始める。ワシントン州の「州法」では、タバコや花火の販売には州税が課税されるが、「インディアンの保留地は連邦条約のもとにあり、州法の規制を受けない」との判断を基にした実力行使である。
州税を課さないこのボブのタバコ・花火販売に対し、ワシントン州は「ピュヤラップ族の管轄権は州にあるはずだ」として、ボブの行為に規制を加えるよう、連邦政府に訴えた。当初、米国最高裁判所は、第9巡回控訴裁判所からの訴えを支持した。この際、カリフォルニア州の判例「コルビル判決」が挙げられた。「コルビル判決」で、カリフォルニア州はインディアンの保留地での商行為の管理権を認められなかった。しかし、ワシントン州は「コルビル族は州税を取っていないが、公法280条に従って州による部族の管轄権に同意しているから『コルビルの決定』を可能にしたのであって、公法280条に同意せず、ワシントン州による管轄権を認めていないピュアラップ族インディアンにこれは当てはまらない」と主張した。
1976年、ピュラリップ族の初の「インディアン・カジノ」として、息子のダニエルらと「ラッキー・インディアン・カジノ」を営業開始。ワシントン州はこれを州法違反としてFBIとともに数度にわたって店舗を襲撃している。タバコ、カジノの売上で生じた利益を基金にして、商売を始めたがっているインディアンの部族や個人向けに資金融資を始める。
1981年6月、ワシントンD.C.で開かれた「Joint Civilian Orientation Conference 46」に出席。インディアンの条約権利について講演を行う。この時期からワシントン州では、共和党議員によるスレード・ゴートン州司法長官への圧力が強まり、ボブはタバコと花火の非課税販売の罪状で州から告発された。州の主張は米国最高裁判所によって認められた。ゴートン司法長官は、「この訴訟でボルト判決は論拠にされない」と主張した。ワシントン州と連邦の検事は、ボブが運営するタバコ店で売られたタバコの州税額は、2年間分だけで700万ドルにのぼると主張。連邦地方検察官は不起訴を前提に司法取引を受けた証人を法廷に立たせ、ボブを「殺人未遂事件への関与」、「脅迫」、「放火」、「違法賭博」、「密輸」、「タバコ・花火の非課税販売」等々の数十件の罪状で起訴した。

### カナダ亡命
1982年、「組織犯罪取締法」（RICO）に抵触したとして、ボブは有罪判決を下された。ボブはこれを「政治的陰謀である」と主張し、刑務所内での暗殺を避けるため、カナダへ逃亡した。
1983年、カナダで逮捕されたが、1987年にカナダから政治的難民と認められた。1988年、「10歳の少女に対して痴漢行為を働いた」として告訴された。ボブは一時身を隠したが逮捕され、強制送還決定直後に、バンクーバーの刑務所病院で、心臓発作のため死去した。62歳だった。

## 「酋長の中の酋長」
逮捕歴多数、晩年はカナダに逃亡したボブだが、インディアンの権利のために取り組んだその生涯は、母族ピュヤラップ族を始め、多くのインディアンたちが讃えるものとなっている。現在、ボブの要求した条約に基づく部族の主権のいくつかは実現している。
1984年2月20日、米国最高裁判所は、「タコマ港そばの48,560㎡の土地がピュヤラップ族のものである」との部族の訴えを認めた。ジョージ・H・W・ブッシュ大統領は、部族との和解案に署名し、7,725万ドルの賠償金を支払っている。ボブが取り組んだ保留地での「インディアン・カジノ」設立構想は、その後1997年に実現し、「エメラルド・クイーン・カジノ」として正式にオープンした。
2005年3月、ワシントン州教育委員会が、「デモインにあるフェデラルウェイ公立学校すべてにアメリカインディアンの人物やそれに因む出来事、場所の名を冠する」として、新しい学校名を募集。これにピュヤラップ族が「サタイアクム」を提案し、話題となった。
何度も逮捕され、カナダに亡命し、痴漢行為でまで起訴された人物の名を学校名に冠することに戸惑いを隠せない教育委員会に対して、インディアンたちの意見は全く違ったものだった。ボブは1950年代から70年代にわたって、タコマのピュヤラップ・インディアン部族の先頭に立ち、州でのサケの漁獲量の半分を勝ち取るために逮捕され、部族領土の返還を要求し、部族のビジネスの機会を規制する州と連邦政府に抵抗した。ボブはマーロン・ブランドらと親交があり、カヌーで米軍の戦艦ミズーリの牽引に挑んだ有名人だった。この提案を巡って、多くのインディアンたちが、「サタイアクムは、過去半世紀にわたり、インディアンの誇りの復活を象徴する人物、本物のアメリカン・ヒーロー」と主張したのである。
ピュヤラップ族は現在、ボブの汚名をそそごうと運動している。彼らは「痴漢の告発が嘘であり、ボブが実際には身体に触れたこともない」と記した、当時「痴漢行為の被害者」とされた女性の書簡を公開している。カナダでボブを弁護したシアトルのジーン・ウィルソンは、多数の証言を基に「一連のボブに対する起訴内容は事実でない」と主張している。教育委員会メンバーのアール・ヴァンドレインは、ボブの逮捕は「でっちあげだったと思う」とし、こう述べている。「犯罪歴のあるような人々を称えることは珍しいことではないと思います。マルコムXの名が頭に浮かびますが、 彼の名前は、東海岸の学校や公園などを飾っています。私たちは必ずしもその人が誰なのかということを記念するのではなく、その人の人々に対する貢献を讃えて記念しています。私は、『サタイアクム中学校』という名前はとても立派なものであると思います。」
4月末、教育委員会は「マヤ」、「サリシ」、「カメアフエイト」、「シクウォイア」、「サビウェイ」の5つを中学校名に選び、「サタイアクム」、「パトリック・マー」、「クラハニー」といった多数の投票を集めた候補名を却下した。約30名のピュヤラップ族は、この決定を聞いた後一斉退場した。
部族の保留地にあるボブの墓石は、その偉大な功績を讃え、三角形の黒い矢尻の形をしている。その正面には、羽根飾りを着けた横顔のレリーフが飾られ、墓石の裏側にはこう彫られている。

## 家族
妻マートル、後妻スーザンとの間に7男5女がおり、同じロバートの名の息子が二人いて、ひとりは1999年に死去した。
もう一人のロバート・サタイアクムは現在、ピュヤラップ族の伝統派運動家の代表格であり、レーニア山を元々の伝統的な名前である「ティー・スワーク」（Ti'Swaq）に戻すための運動の中心的人物である。別の息子ダニエルも部族の運動家である。

## 記録映画
- 『As Long as the Rivers Run』（1971年）

キャロル・バーンズ監督。ボブやインディアン運動家たちのワシントン州での漁猟権を巡る争いを記録した、「アメリカインディアンの生き残りのための協会」制作のドキュメンタリー。